# Epalpus tarsalis
Epalpus tarsalis là một loài ruồi trong họ Tachinidae.